# 嗚呼 (アルバム)
『嗚呼』（ああ）は、森山直太朗9枚目のフル・アルバム。
2016年6月1日発売。発売元はユニバーサルミュージック。

## 概要
8ヶ月間の活動小休止期間を終え完全復帰後初となる、1年半振りのフル・アルバム。小休止前にリリースしたシングル「生きる（って言い切る）」を含む9曲を収録。本作はDVD付初回限定盤と通常盤の2形態で発売。DVDには、3曲のミュージック・ビデオ、レコーディング・ドキュメンタリー&インタビューを収録している。

## 収録曲
全曲作詞・作曲：森山直太朗/御徒町凧
全曲編曲：森山直太朗/御徒町凧/河野圭（9以外）高野寛（9）
1. 魂、それはあいつからの贈り物
 ミュージック・ビデオが存在。
部屋で森山が歌っている最中、様々な謎現象が起こり、白い魂の物体が歩き回るバラエティ豊かな映像となっている。
2. 嗚呼
本作の表題曲。ミュージック・ビデオが存在。
3. 君のスゴさを君は知らない
4. とは
女性シンガーソングライター・阿部芙蓉美がコーラス参加。
5. 電車から見たマンションのベランダに干してあったピンク色のシャツ
略称は「電ピン」。
6. 傘がある
7. 金色の空
8. 本当の君
9. 生きる（って言い切る）
活動小休止前の21枚目のシングル曲。ミュージック・ビデオが存在。

### ＤＶＤ
1. 嗚呼 （Music Video）
2. 魂、それはあいつからの贈り物 （Music Video）
3. 生きる（って言い切る） （Music Video）
4. レコーディング・ドキュメンタリー&インタビュー